# Otro mundo (M. C. Escher)
Otro mundo II es un conocido grabado en madera del artista holandés M. C. Escher impreso por primera vez en enero de 1947.
Representa una estructura arquitectónica cúbica hecha de ladrillo. La estructura es una paradoja con un arco abierto en cada uno de los cinco lados visibles del cubo. La estructura se envuelve alrededor del eje vertical para encerrar la perspectiva del espectador. En la parte inferior de la imagen hay un arco desde el que parece que miramos hacia arriba desde la base, y a través de él podemos ver el espacio exterior negro salpicado de estrellas, galaxias y un planeta anillado. En la parte superior de ese arco hay otro arco que está al nivel de nuestra perspectiva, y a través de él estamos mirando un horizonte lunar típico de la época anterior a la llegada a la Luna. En la parte superior de ese arco hay otro arco que cubre la parte superior de la imagen. Estamos mirando este arco desde arriba y a través de él hacia la craterizada superficie lunar.
De pie en cada arco a lo largo del eje vertical hay una escultura de metal de un pájaro con rostro humanoide. En cada arcada lateral hay un cuerno o cornucopia colgado de cadenas. Las vistas desde arriba y desde abajo son consistentes, colocando la estatua de manera que mire hacia el cuerno; sin embargo, la vista horizontal invierte las posiciones relativas de la estatua y el cuerno, y gira el cuerno 180 grados.
Los tres "pájaros" y las tres ventanas con cuernos colgando de ellas no están dispuestos simétricamente como podrían estarlo si representaran tres orientaciones verticales ortogonales entre sí. Tal como está, la pared abierta a través de la que miramos se abre a un espacio con tres orientaciones verticales diferentes, pero dos de ellas son opuestas entre sí. Presumiblemente, detrás del punto de vista general de la imagen, el mismo paisaje continúa detrás del espectador en la misma orientación que lo vemos a través de la ventana de enfrente. Por supuesto, desde el punto de vista del pájaro en la parte inferior, estamos mirando hacia arriba desde el suelo y desde el punto de vista del pájaro en la parte superior estamos mirando hacia abajo a través de un techo elevado. Téngase en cuenta que esta asimetría requiere una asimetría adicional para explicar el hecho de que nuestro punto de vista no es obviamente el de otro pájaro. En una pared, dos ventanas y bocinas con orientación vertical opuesta comparten la misma pared. En el muro de enfrente sólo hay una ventana con cuerno, que comparte la verticalidad del cuadro de conjunto y del pájaro de enfrente. Así, si el punto de vista del dibujo es el de otro pájaro, hay cuatro pájaros y tres cuernos, siendo uno de ellos compartido entre dos pájaros con la misma orientación vertical. Para representar tres verticales ortogonales entre sí desde el punto de vista de un tercer pájaro, el pájaro opuesto tendría que girarse 90 grados, y la ventana adyacente al espectador mostraría el paisaje orientado naturalmente detrás del cuerno colgante.
El mes anterior (diciembre de 1946), Escher creó un grabado a media tinta llamada Otro Mundo (Other World Gallery). La imagen en esa impresión es la misma que esta excepto que los arcos continúan como un corredor infinito.
La escultura de pájaro con cabeza humana es una escultura real que le fue regalada a Escher por su suegro. Esta escultura aparece por primera vez en la litografía de Escher de 1934 Naturaleza muerta con espejo esférico .
La imagen aparece en la portada de la edición de 1965 de Las cosmicómicas de Italo Calvino.